# Rémondite-(La)
La rémondite-(La) è un minerale.

## Etimologia
Il nome è in onore del fisico e geologo francese Guy Remond (1935-  ) e per la sua composizione prevalente in lantanio.